# Kanton Frasne
Kanton Frasne (francouzsky Canton de Frasne) je francouzský kanton v departementu Doubs v regionu Burgundsko-Franche-Comté. Tvoří ho 47 obcí. Zřízen byl po reformě kantonů 2014.

## Obce kantonu
| - Arc-sous-Montenot - Bannans - Bonnevaux - Boujailles - Bouverans - Brey-et-Maison-du-Bois - Bulle - Chapelle-des-Bois - Chapelle-d'Huin - Châtelblanc - Chaux-Neuve - Courvières - Le Crouzet - Dompierre-les-Tilleuls - Fourcatier-et-Maison-Neuve - Les Fourgs - Frasne - Gellin - Les Grangettes - Les Hôpitaux-Neufs - Les Hôpitaux-Vieux - Jougne - Labergement-Sainte-Marie - Levier | - Longevilles-Mont-d'Or - Malbuisson - Malpas - Métabief - Montperreux - Mouthe - Oye-et-Pallet - Petite-Chaux - La Planée - Les Pontets - Reculfoz - Remoray-Boujeons - La Rivière-Drugeon - Rochejean - Rondefontaine - Saint-Antoine - Saint-Point-Lac - Sarrageois - Touillon-et-Loutelet - Vaux-et-Chantegrue - Les Villedieu - Villeneuve-d'Amont - Villers-sous-Chalamont |